# Universiteitskwartier (Amsterdam)

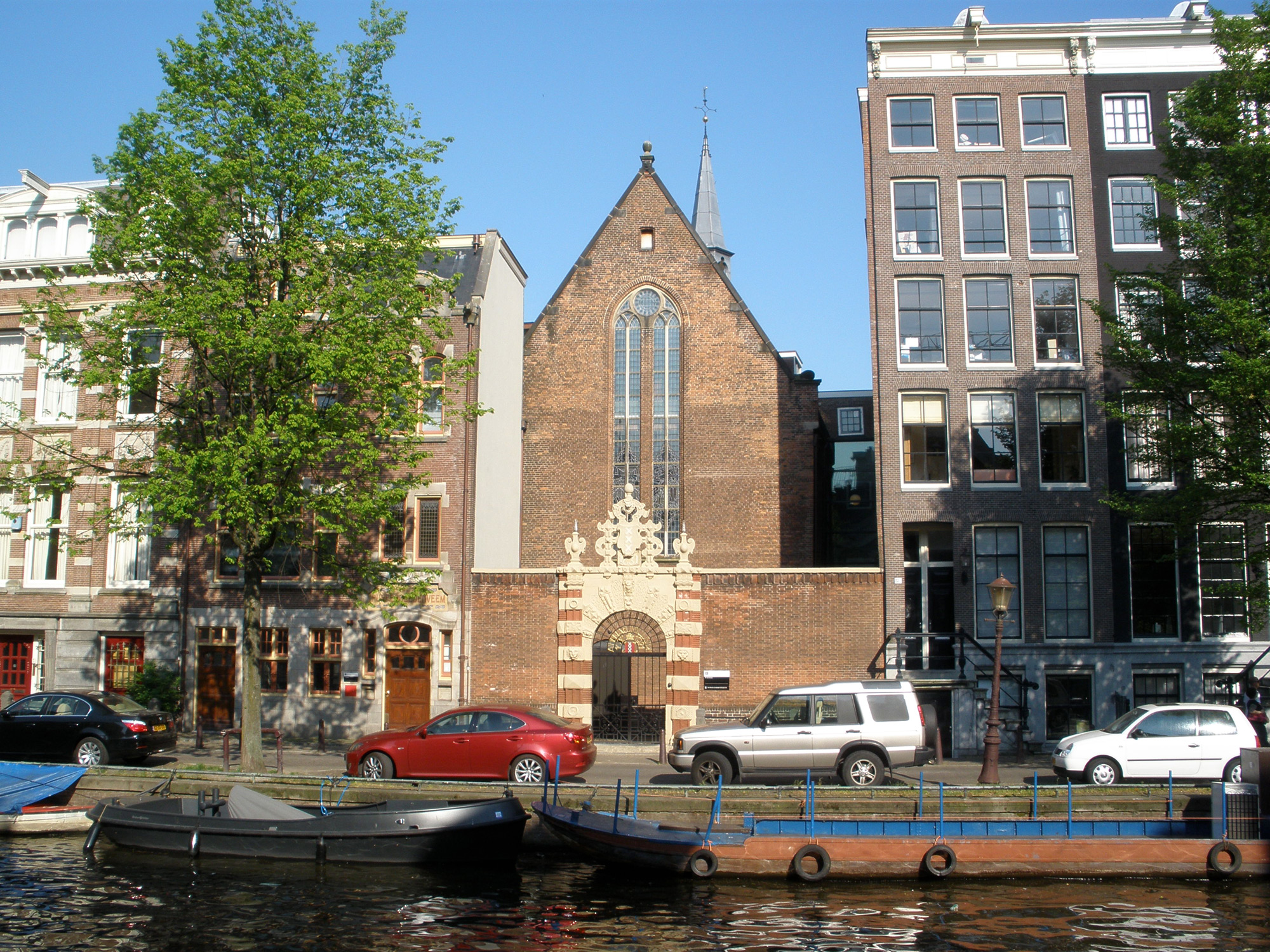
Agnietenkapel aan de Oudezijds Voorburgwal 231 in Amsterdam.

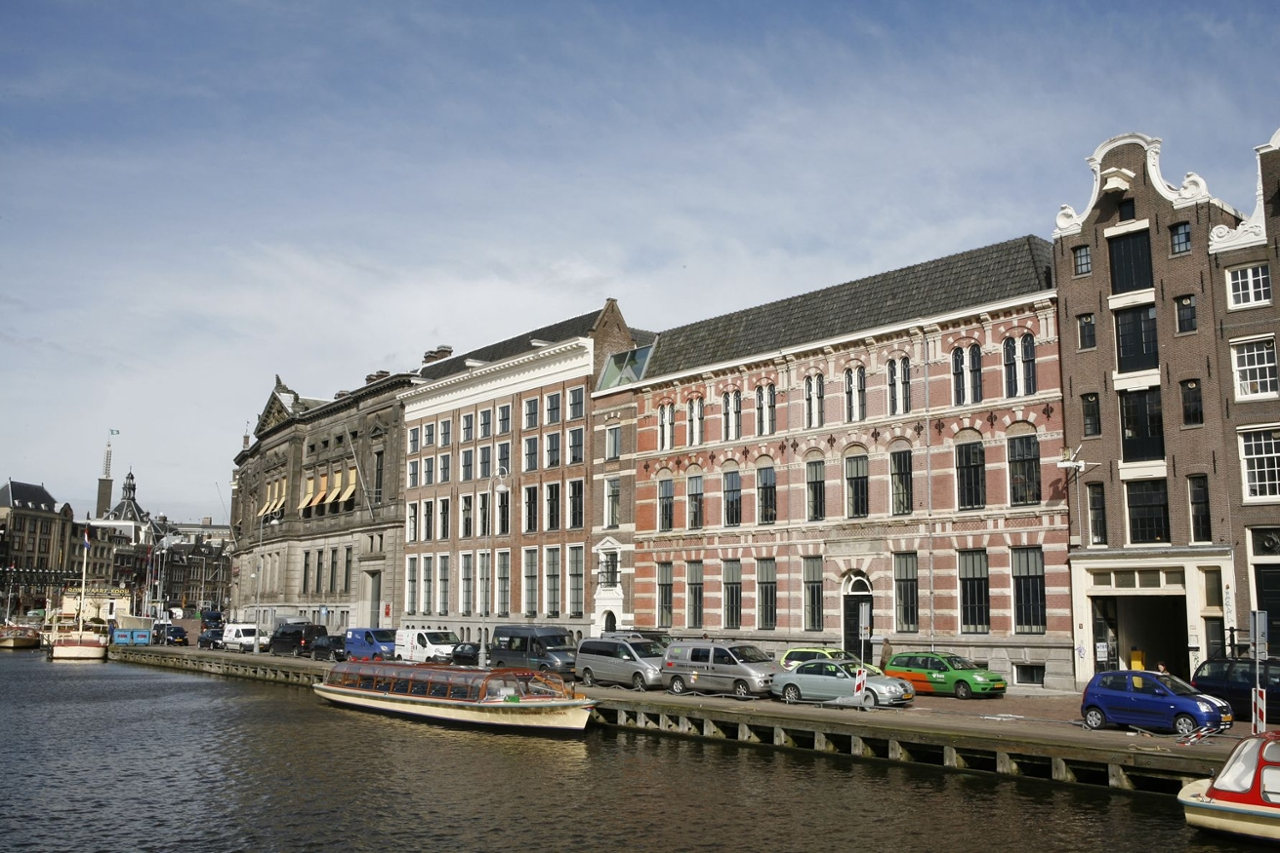
Gebouwen van de Bijzondere Collecties aan de Oude Turfmarkt 129 te Amsterdam.

Het Universiteitskwartier is een gedeelte van de Binnenstad van Amsterdam waar zich de activiteiten van de Universiteit van Amsterdam in het oude centrum van de stad (gaan) concentreren.
Het gebied wordt begrensd door Kloveniersburgwal, Rokin (Oude Turfmarkt), Grimburgwal, Oudezijds Voorburgwal, Oude Doelenstraat en Oude Hoogstraat. Binnen dit gebied bevinden zich een aantal belangrijke gebouwen van de universiteit die een functie hebben of krijgen voor de Faculteit der Geesteswetenschappen.
Dit betreft onder andere het Oost-Indisch Huis, de Oudemanhuispoort, het Universiteitstheater, het Binnengasthuisterrein, de Bijzondere Collecties van de Universiteit van Amsterdam, het Allard Pierson Museum, de Agnietenkapel en het Spinhuis.
Naast de gebouwen die door de Universiteit van Amsterdam worden gebruikt, bevinden er zich ook vele andere functies in deze buurt zoals: hotels, winkels, bedrijven en woningen.
Na vele jaren plannen maken is in 2019 is gestart met de verbouwing van het gebouw van de vroegere Tweede Chirurgische Kliniek en het bijbehorende Zusterhuis tot nieuwe Universiteitsbibliotheek naar ontwerp van MVSA en Van Stigt.
Tussen 2020 en 2025 zullen een aantal gebouwen verbouwd gaan worden voor het huisvesten van een aantal functies, die nu nog elders zijn gehuisvest, zoals de Universiteitsbibliotheek, het bestuurlijk centrum van de Universiteit en de aula van de Universiteit. Deze zijn nu nog gevestigd aan het Singel 425, in het Maagdenhuis aan het Spui 21, het academisch-culturele podium Spui 25 en in de Oude Lutherse Kerk aan het Singel 411. Deze gebouwen zullen t.z.t. door de universiteit worden verlaten.

## Afbeeldingen

Entree tot het vroegere Binnengasthuis aan de Grimburgwal; 1998.
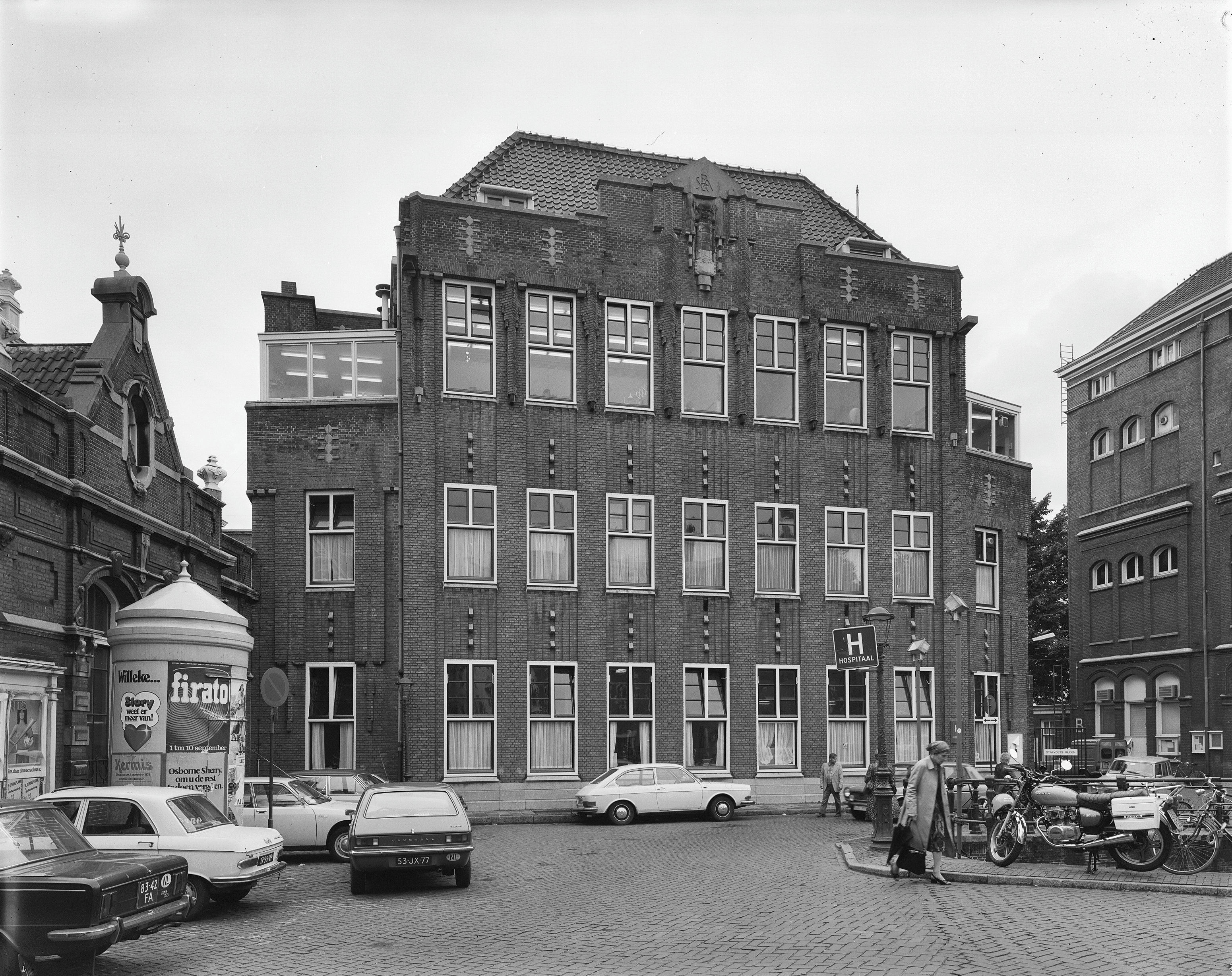
Administratiegebouw van het vroegere Binnengasthuis aan de Grimburgwal; 1978.
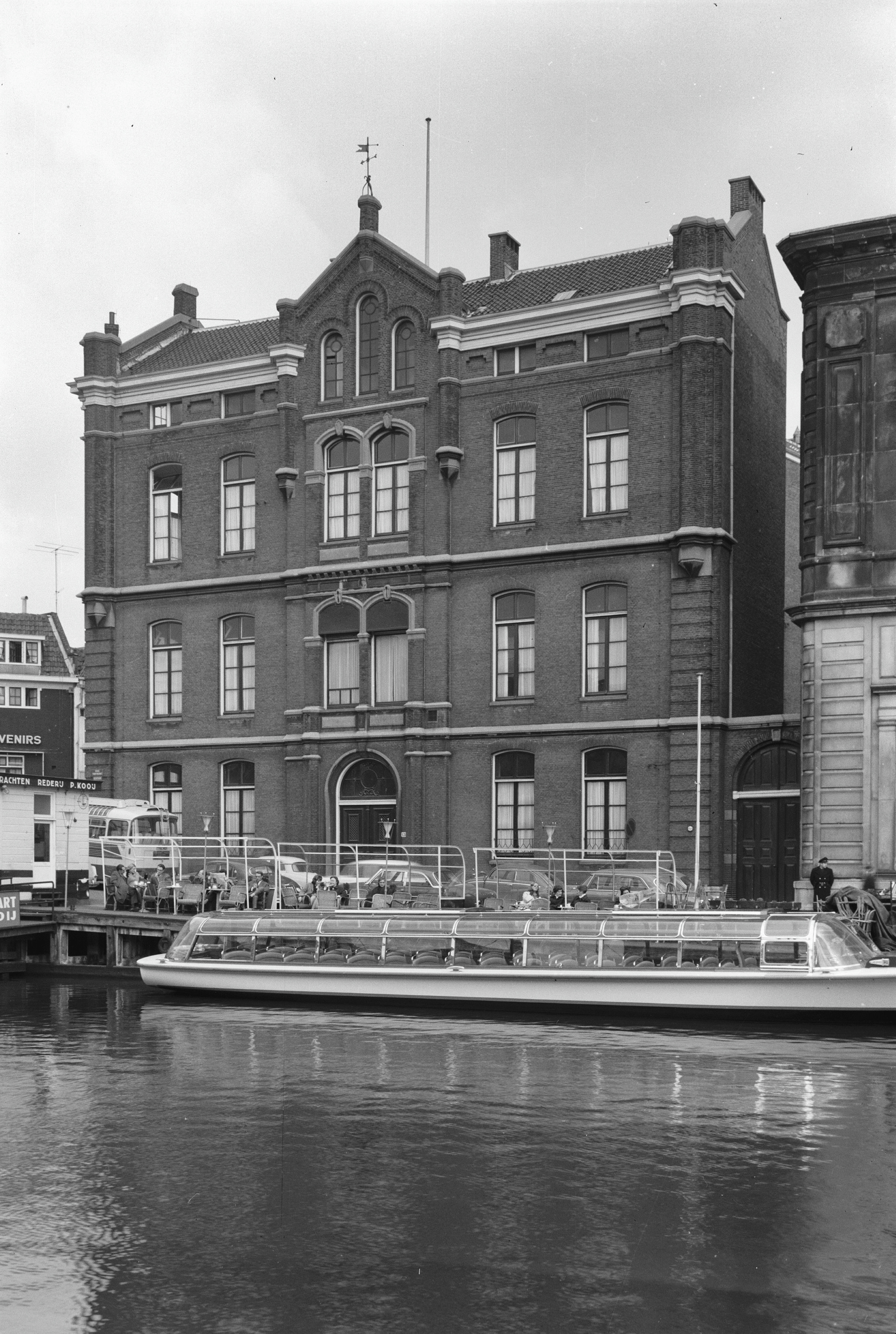
Gebouw van de vroegere Kraamvrouwenkliniek van het Binnengasthuis op de hoek van de Oude Turfmarkt en de Grimburgwal; 1963.
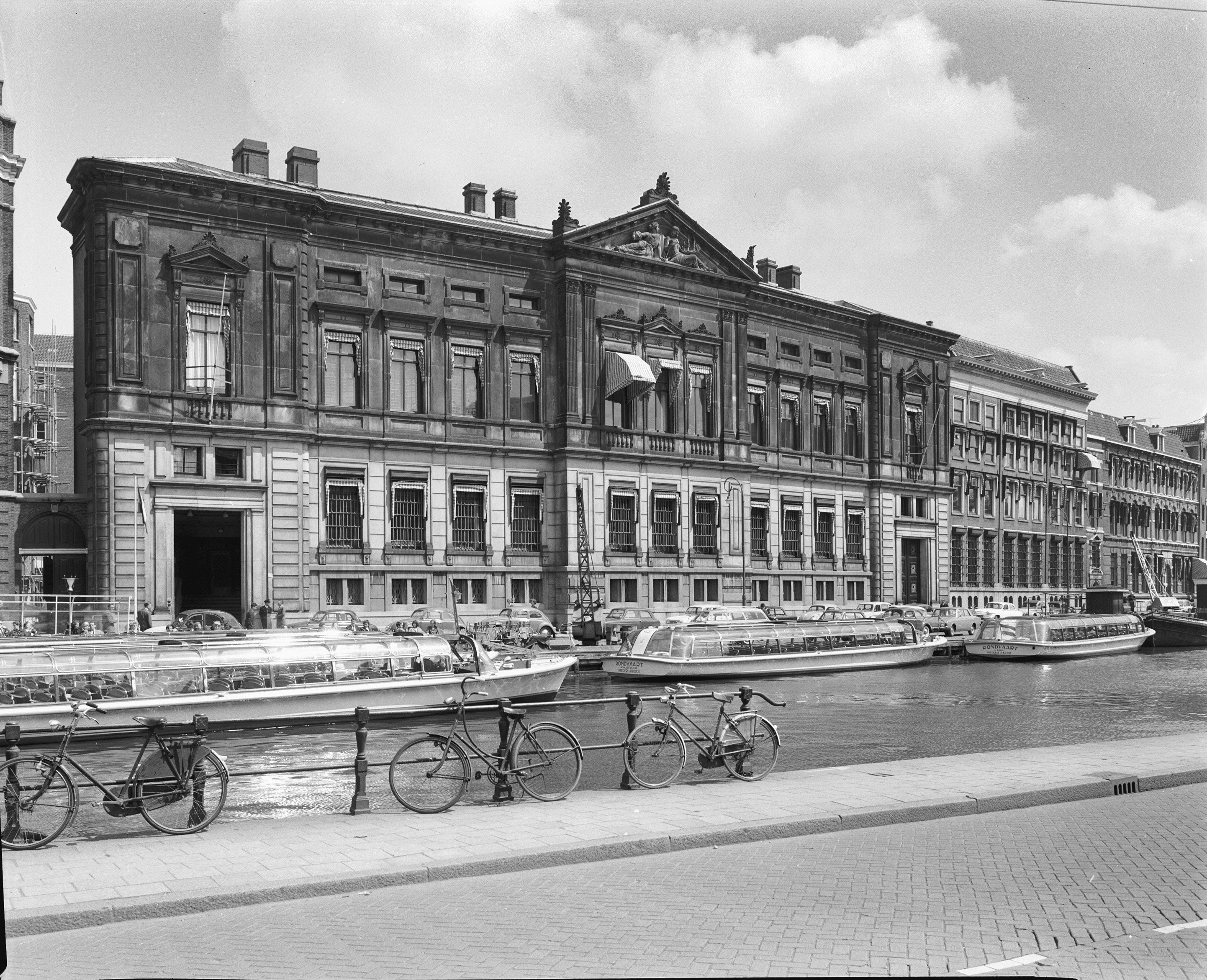
Het Allard Pierson Museum is gevestigd aan de Oude Turfmarkt 127-129; situatie in 1954.
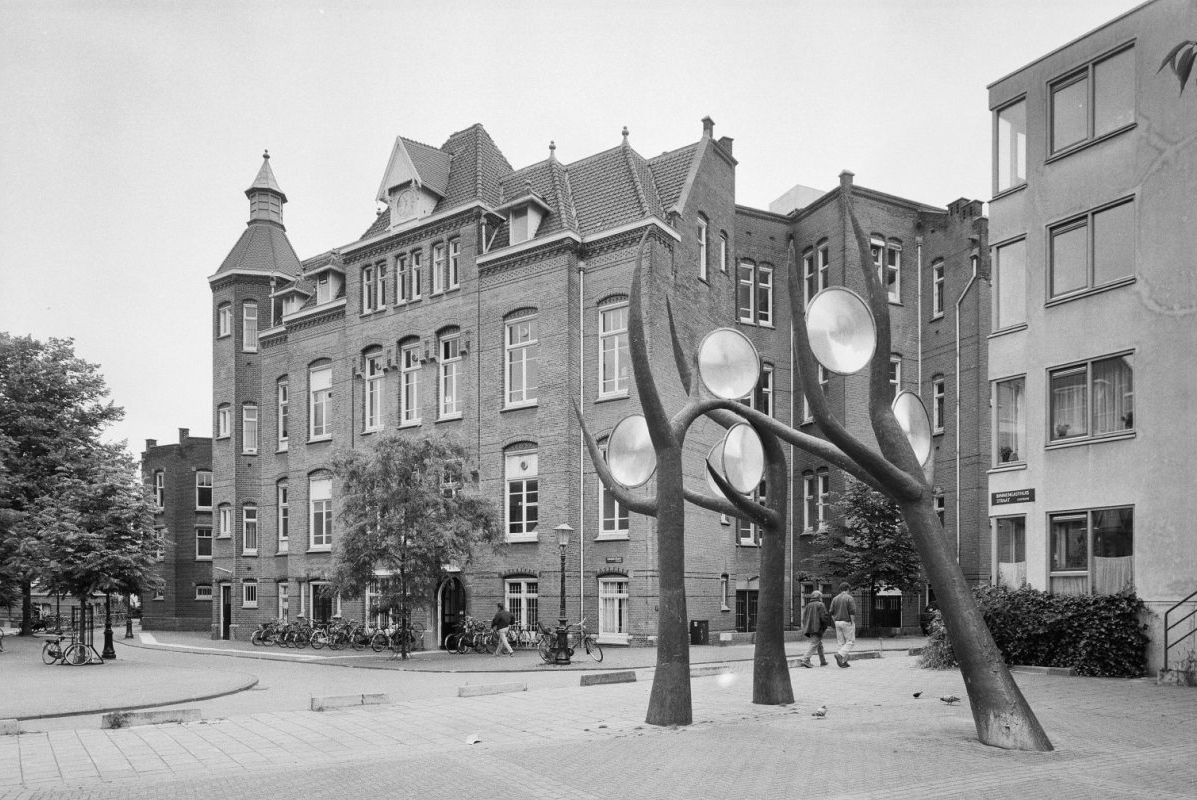
De Tweede Chirurgische kliniek van het vroegere Binnengasthuis, waar in de toekomst de Universiteitsbibliotheek Amsterdam wordt ondergebracht.
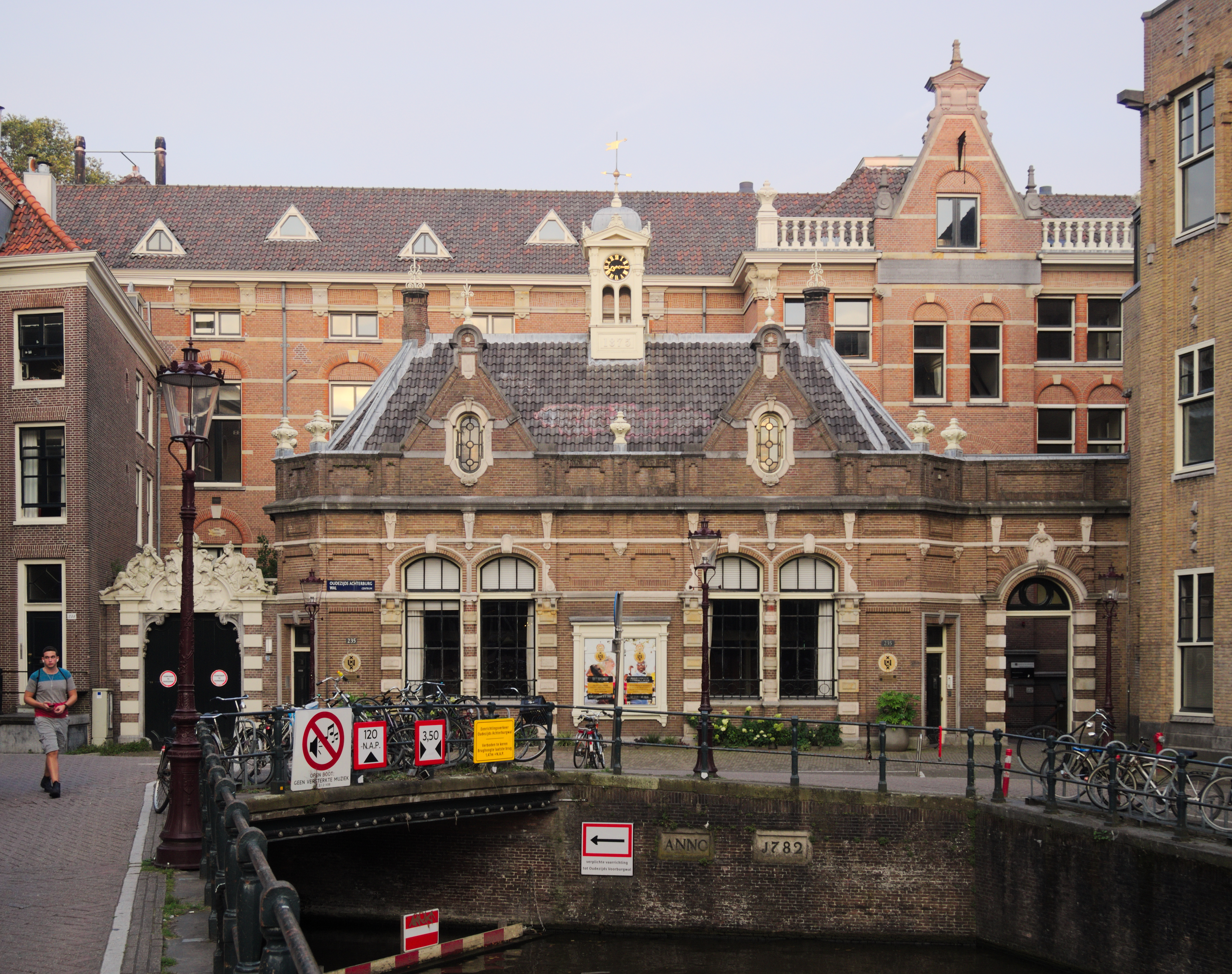
Academische Club aan de Oudezijds Achterburgwal 235; 2016.
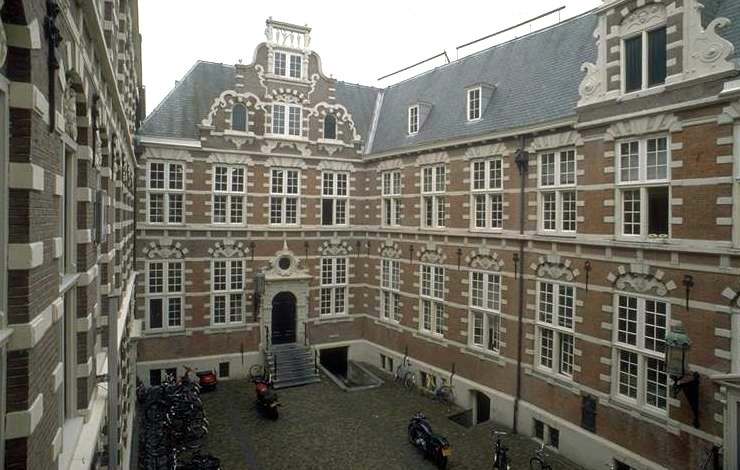
Binnenplaats van het Oost-Indisch Huis; 2007.
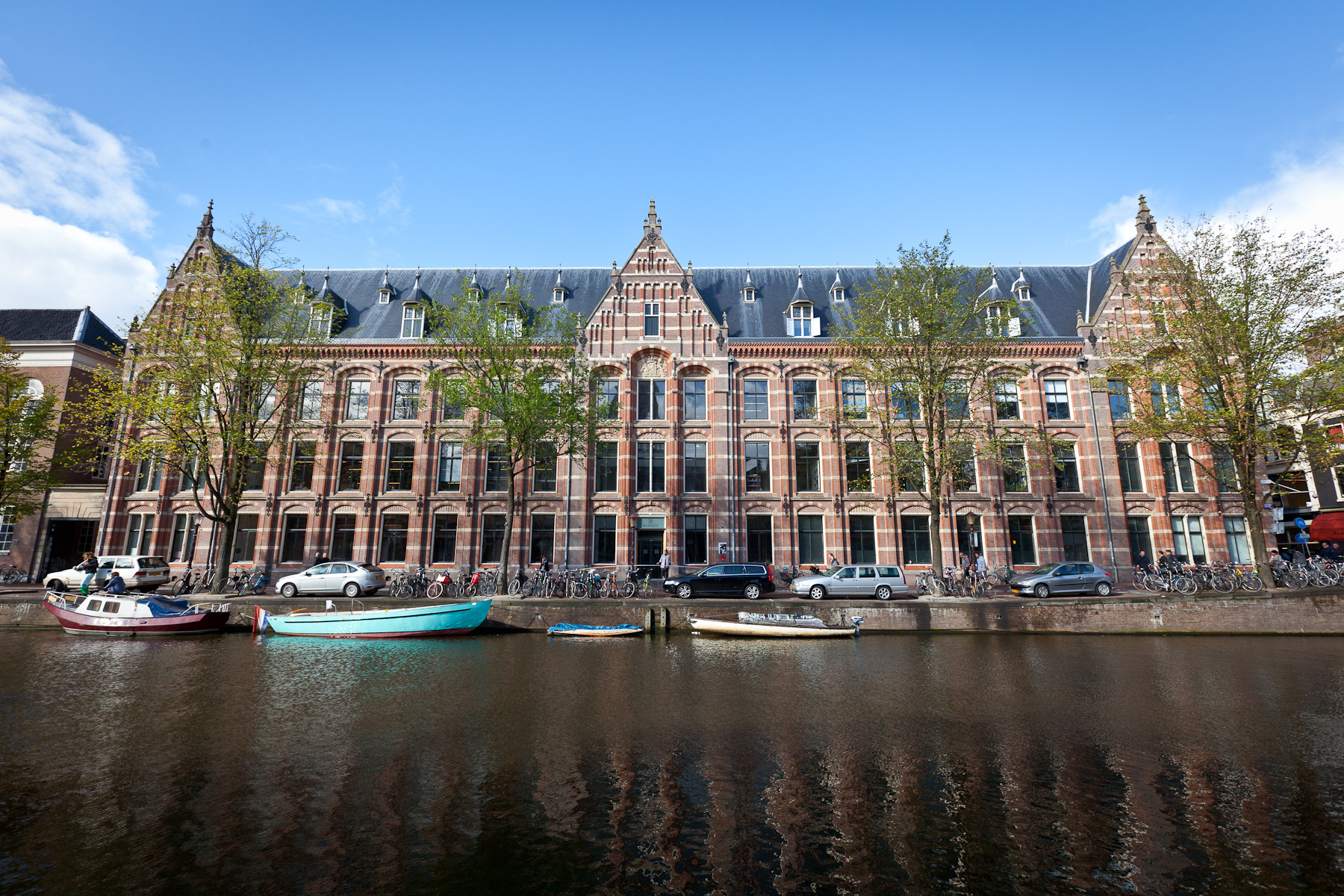
Gevel van het Oost-Indisch Huis aan de Kloveniersburgwal; 2011.
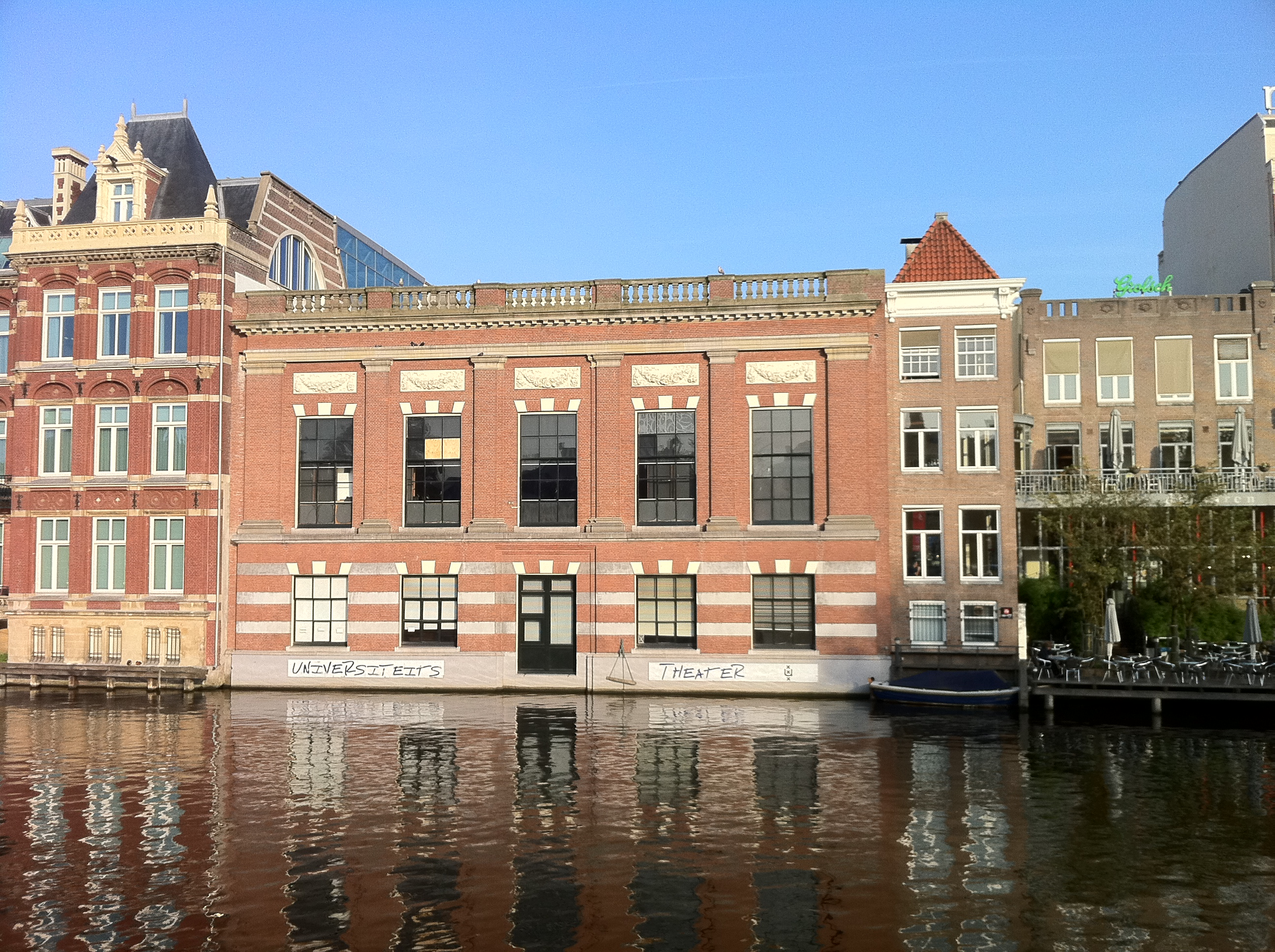
Universiteitstheater aan de Nieuwe Doelenstraat 16; 2011.
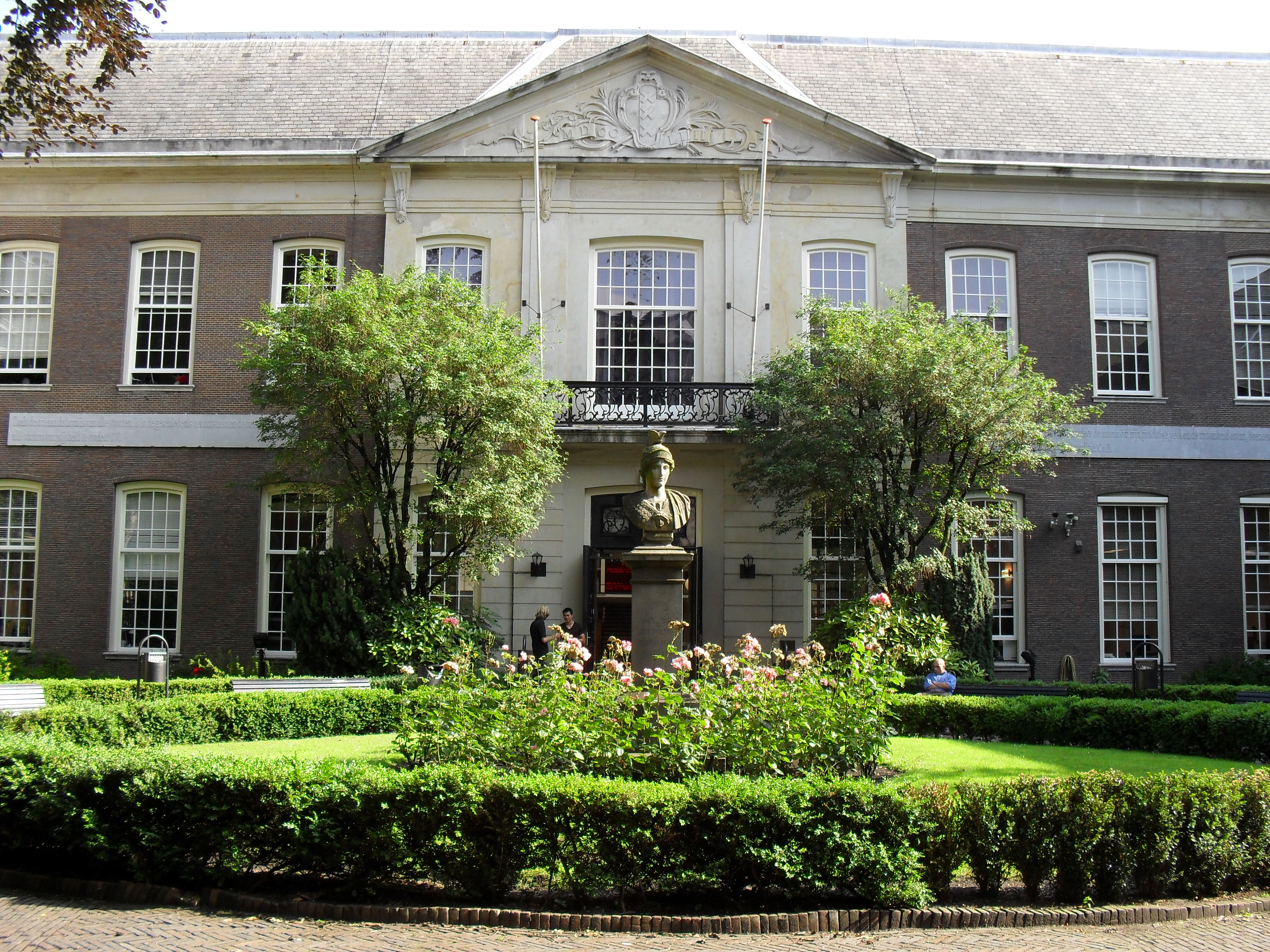
Binnenplaats van het voormalige Oudemannenhuis aan de Oudemanhuispoort; 2010.

 Abberdaan · Admiralenbuurt · Amstel III · Amsteldorp · Amstelkwartier · Andreas Ensemble · Apollobuurt · ArenAPoort · Bajeskwartier · Banne Buiksloot · Bedrijventerrein Sloterdijk · Bellamybuurt · Betondorp · Bijlmer · Binnenstad · Bloemenbuurt · Borgerbuurt · Borneo · Bos en Lommer · Buiksloot · Buiksloterham · Buikslotermeer · Buiteneiland · Buitenveldert · Bullewijk · Burgwallen Oude Zijde · Burgwallen Nieuwe Zijde · Centrum Amsterdam Noord · Centrumeiland · Chassébuurt · Chinatown · Cremerbuurt (Amsterdam) · Cruquius · Czaar Peterbuurt · Da Costabuurt · Dapperbuurt · De Aker · De Baarsjes · De Bongerd · De Eendracht · De Heining · De Krommert · De 9 Straatjes · De Omval · De Pijp · Diamantbuurt · Driemond · Disteldorp · Dubbele Buurt · Duivelseiland · Duvelshoek · Elzenhagen · Erasmusparkbuurt · Floradorp · Frederik Hendrikbuurt · Funenpark · Gaasperdam · Gein · Geuzenveld · Gibraltarbuurt · Gouden Reael · Gulden Winckelbuurt · Grachtengordel · Haarlemmerbuurt · Hallenkwartier · Haven-Stad · Haveneiland · Havenstraatterrein · Helmersbuurt · Het Funen · Holendrecht · Hoofddorppleinbuurt · Houthaven · IJ-oevers · IJburg · IJdock · IJplein · Indische Buurt · Jan Maijenbuurt · Java-eiland · Jeruzalem · Jeugdland ·Jodenbuurt · Jordaan · Julianapark · Kadijken · Kadoelen · Kattenburg · Kinkerbuurt · KNSM-eiland · Kolenkitbuurt · Kop van Jut · Van der Kunbuurt · Laan van Spartaan · Landlust · Landstrekenbuurt · Lastage · Leidsebuurt · Lutkemeer · Marathonbuurt · Marineterrein · Marken · Marktkwartier · Medisch Centrum Slotervaart · Mercatorbuurt · Middelveldsche Akerpolder · Molenwijk · Museumkwartier · Nellestein · Nieuw Sloten · Amsterdam Nieuw-West · Nieuwe Pijp · Nieuwendam · Nieuwendammerdijk en Buiksloterdijk · Nieuwendammerham · Nieuwezijde · Nieuwmarkt · Noorderhof · Noordoever Sloterplas · Noordse Bos · Olympisch Kwartier · Omval · Ookmeer · Oostelijk Havengebied · Oostelijke Eilanden · Oostelijke Handelskade · Oostenburg · Oosterdokseiland · Oosterparkbuurt · Oostoever Sloterplas · Oostpoort · Oostzanerwerf · Osdorp · Oud Osdorp · Oud-Oost · Oud-West · Oud-Zuid · Oude Pijp · Oudezijde · Overamstel · Overhoeks · Overtoombuurt · Overtoomse Buurt · Overtoomse Veld · Park Haagseweg · Park de Meer · Plan van Gool · Plan West · Plan Zuid · Planciusbuurt · Plantagebuurt · Postjesbuurt · Prinses Irenebuurt · Rapenburg · Reigersbos · Riekerpolder · Rieteilanden · Rietlanden · Rivierenbuurt · Robert Scottbuurt · Roeterseiland · Ruigoord · Schinkel (bedrijventerrein) · Schinkelbuurt · Science Park · Sloten · Sloterdijk · Sloterdijk-Centrum · Slotermeer · Slotervaart · Sluisbuurt · Spaarndammerbuurt · Spieringhorn · Sporenburg · Sportheldenbuurt · Staatsliedenbuurt · Stadionbuurt · Steigereiland · Strandeiland · Teleport · Transvaalbuurt · Trompbuurt · Tuindorp Buiksloot · Tuindorp Buiksloterham · Tuindorp Nieuwendam · Tuindorp Oostzaan · Tuttifruttidorp · Van Tijenbuurt · Uilenburg · Universiteitskwartier · Valkenburg · Van der Kunbuurt · Van der Pekbuurt · Van Lennepbuurt · Venserpolder · Vlooienburg · Vogelbuurt · Vogeldorp · Vogeltjeswei · Volewijck · Vondelparkbuurt · Vrije Geer · Waalseiland · Watergraafsmeer · Waterlandpleinbuurt · Waterwijk · Weesp · Weesperbuurt · Weespertrekvaartbuurt · Weesperzijde · Westelijke Eilanden · Westelijke Tuinsteden · Westerdokseiland · Westerpark · Westpoort · Willemspark · Wittenburg · Zeeburg · Zeeburgereiland · Zeeheldenbuurt · Zuidas · Zuideramstel